# Sào Phủ
Sào Phủ (chữ Hán: 巢父) là tên 1 vị ẩn sĩ sống vào thời Đường Nghiêu trong lịch sử Trung Quốc, ông ưa thích cuộc sống thanh bạch nhàn nhã nên ra tận bờ Nam sông Vĩnh Thúy dựng lều cỏ định cư.
Hàng ngày Sào Phủ một mình cày cấy ruộng nương chẳng cần quan tâm đến thế cuộc và chính sự, ông thực hiện chế độ cách ly với người đời nên đương đại hiếm người biết đến ông là ai. Sào Phủ cứ tự mình làm tự mình ăn không hề giao tiếp xã hội như vậy suốt mấy chục năm trời, điều này khiến ngay cả họ hàng thân thuộc cũng quên luôn ông thậm chí họ còn tưởng ông chết từ lâu rồi.
Một lần Sào Phủ cày cấy xong dắt trâu xuống bờ sông cho nó uống nước, ông nhìn thấy gần đó có người đang múc nước sông rửa tai. Sào Phủ lấy làm lạ dắt trâu lại gần hỏi thăm mới biết người kia là Hứa Do, lý do rửa tai là bởi đế Nghiêu đến tận nhà mời vào triều để thiện nhượng nhưng ông không chịu nên phải rửa sạch tai coi như mình chưa nghe thấy gì cả. Sào Phủ nghe xong chẳng nói năng gì lập tức đưa trâu ra chỗ khác ngay tức khắc, Hứa Do thấy kỳ cục mới hỏi tại sao anh vừa nghe chuyện của tôi đã bỏ đi là ý gì vậy. Sào Phủ trả lời sợ trâu uống nhầm phải nước anh vừa rửa tai dơ bẩn nên phải đem nó đi chỗ khác uống, đoạn Sào Phủ vặn lại Hứa Do rằng thế anh làm sao đã đi ẩn giật như vậy rồi mà đế Nghiêu vẫn biết tiếng anh để đến mời. Rõ ràng anh vẫn có vương vấn chút danh lợi hoặc ít nhiều xuất hiện làm gì đó người ta mới biết được, Hứa Do giật mình không trả lời được gì chỉ biết đứng lặng nhìn Sào Phủ dắt trâu đi khuất.